# Bidasoaldea
Die Comarca Bidasoaldea ist eine der acht Comarcas in der Provinz Gipuzkoa.
Die im Nordosten der Provinz gelegene Comarca umfasst 2 Gemeinden auf einer Fläche von 71,03 km².

## Gemeinden
| Gemeinde            | Einwohner (2024) | Fläche km² | Dichte Einw./km² | Cod INE | Postleitzahl |
| ------------------- | ---------------- | ---------- | ---------------- | ------- | ------------ |
| Hondarribia         | 16.929           | 28,63      | 591              | 20036   | 20280        |
| Irun                | 63.656           | 42,40      | 1.501            | 20045   | 20300–20305  |
| Comarca Bidasoaldea | 80.585           | 71,03      | 1.135            | –       | –            |